# Radial Railway Bridge Abutment
Le Radial Railway Bridge Abutment (Culée de pont du chemin de fer interurbain) est une structure historique protégé situé à Aurora, en Ontario. Le Culée de pont est désigné en vertu de la partie IV de la Loi sur le patrimoine de l'Ontario.

## Situation

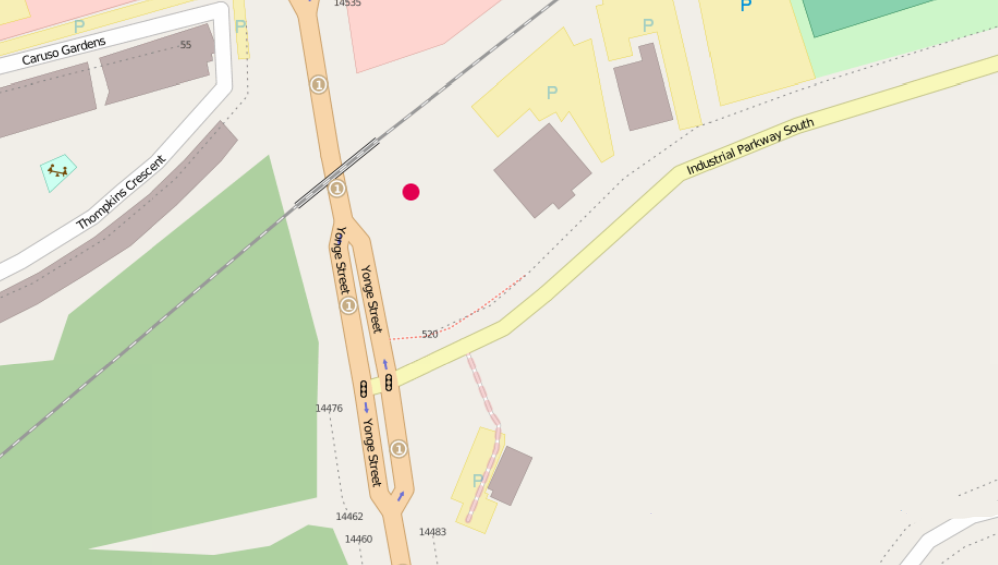
Carte montrant l'emplacement approximatif de l' abutment, marqué d'un point rouge. La ligne ferroviaire derrière le culée est utilisée par GO Transit, le Metropolitain Street Railway n'existe plus.

## Histoire
Le pilier est tout ce qui reste d'un pont qui a été construit sur la rue Yonge en 1899, dans le cadre de la Metropolitan Street Railway Company, qui a construit sa ligne radiale le long de la rue Yonge, se terminant au lac Simcoe. Le pilier est décrit comme un "pilier solide et conique en calcaire", et que la "pierre du pilier est savamment posé et est typique des méthodes de construction de l'époque". La structure a été désignée par la ville d'Aurora à la fin 2006.